# St. Bonifatius (Dannheim)

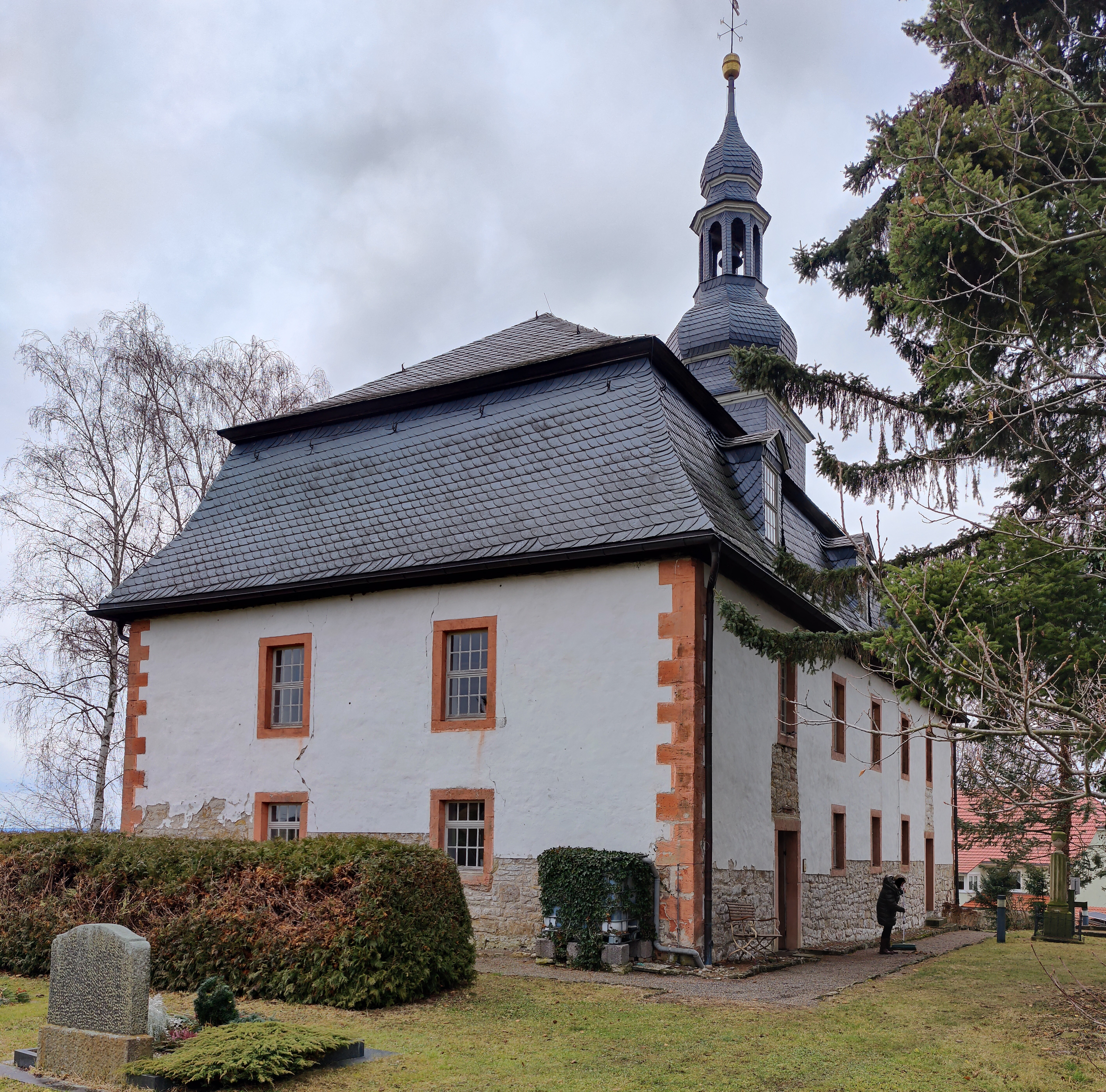
Die Kirche

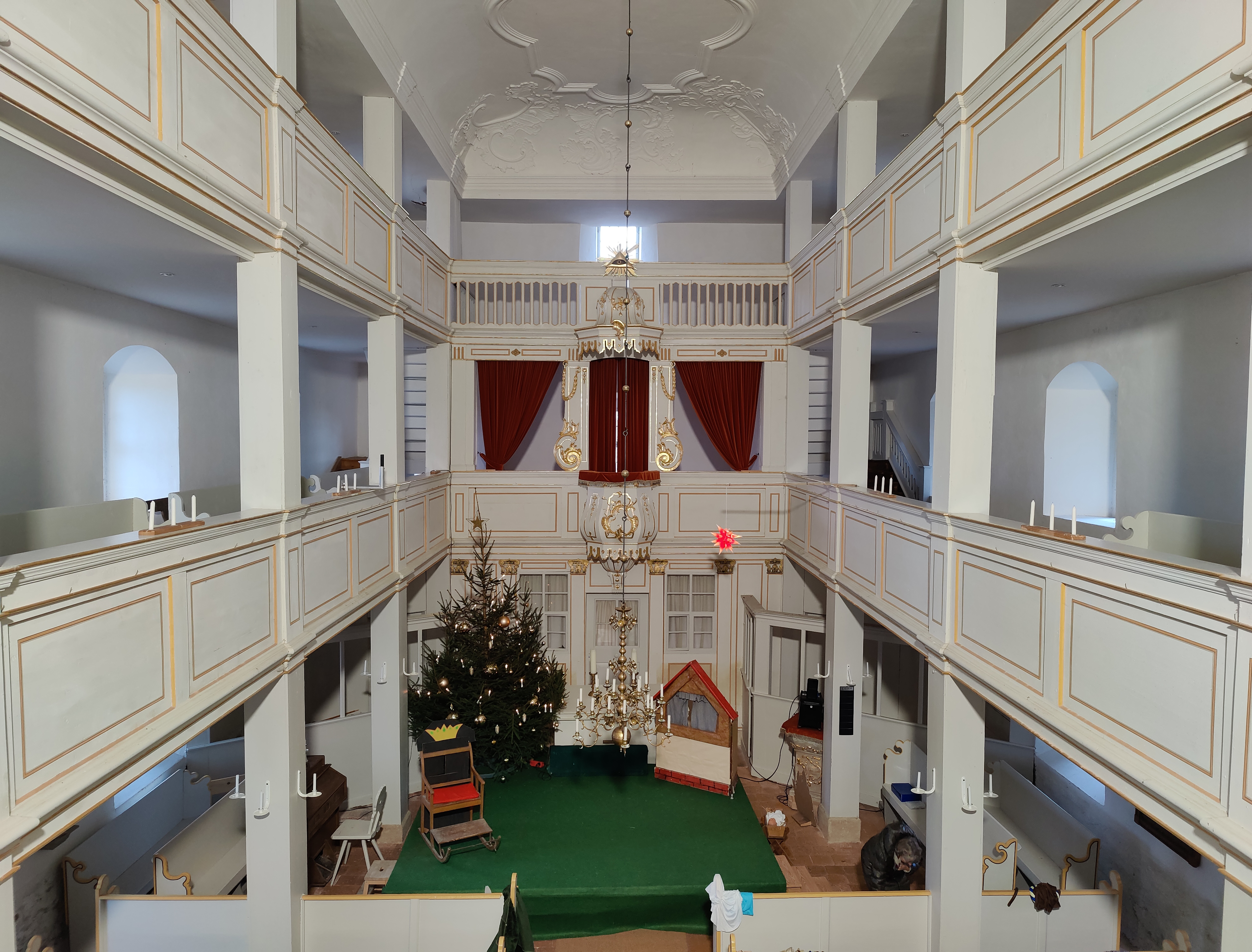
Innenraum (2021)

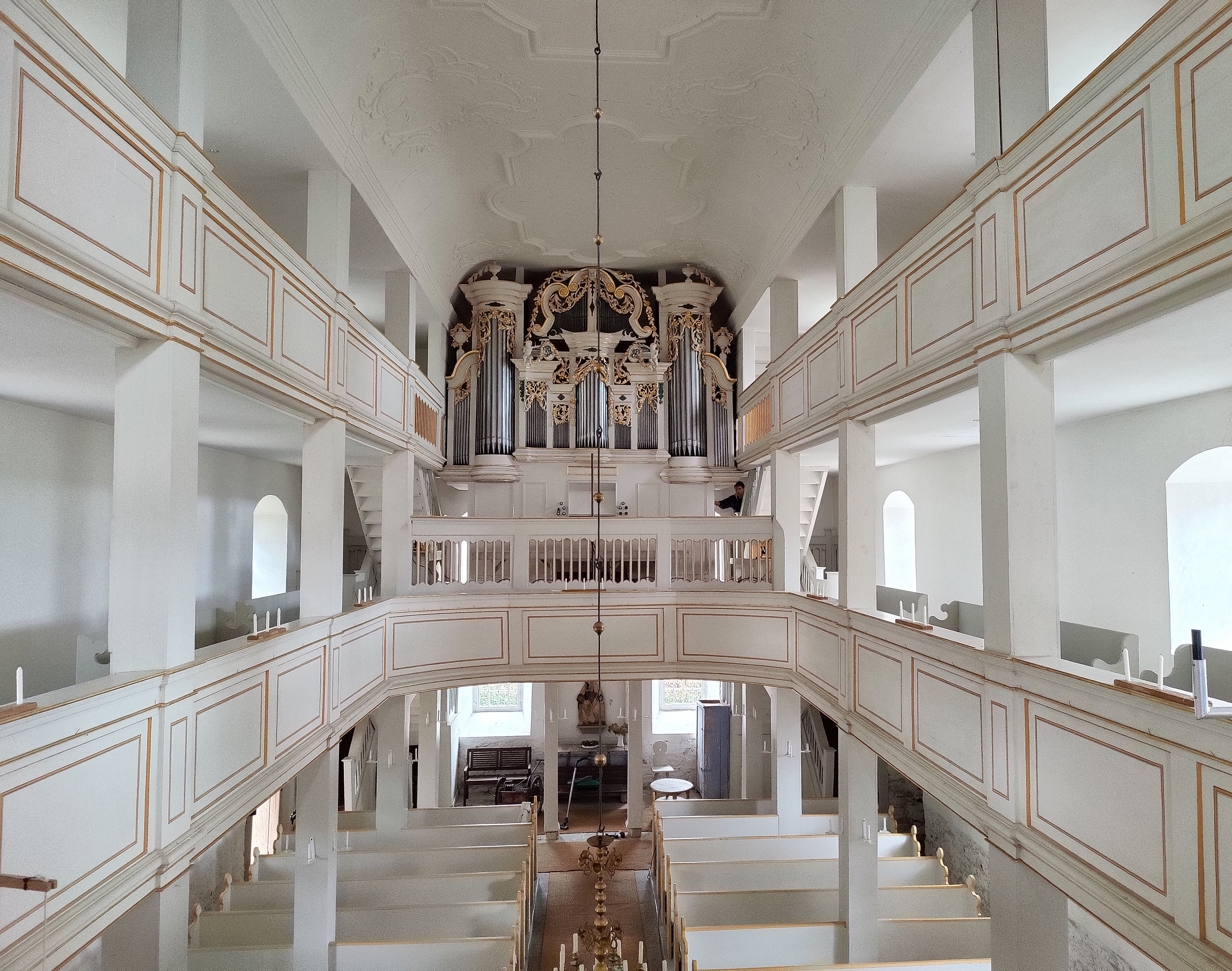
Innenraum, Blick zur Orgel

Die evangelische Dorfkirche St. Bonifatius steht in einem mit einer hohen Mauer umgebenen Friedhof im Ortsteil Dannheim der Stadt Arnstadt im Ilm-Kreis in Thüringen. Sie gehört zum Pfarramt Marlishausen im Kirchenkreis Arnstadt-Ilmenau der Evangelischen Kirche in Mitteldeutschland.

## Geschichte
Ende 1773 erhielt Pfarrer Johann Christian Stieda die Abrissgenehmigung der Vorgängerkirche mit der Baugenehmigung der neuen am 17. September 1777 vollendeten Bonifatiuskirche. Die Entwürfe stammen von J. W. Meitzner und J. Völker. 1883–1884 wurde eine Kirchenrenovierung durchgeführt.
Aufgrund von Baufälligkeit wurde das Gebäude 1959 geschlossen.
Nach der politischen Wende wurde es nach umfassender Renovierung und Sanierung zu Beginn der 1990er Jahre im Oktober 1995 wieder eingeweiht.

## Architektur
Die Kirche in Dannheim ist ein rechteckiges Gebäude und besitzt auf jeder Seite fünf Fenster und zwei auf der Stirnseite. Das schiefergedeckte Mansarddach ist mit sechs Giebelgauben ausgestattet.
Der schiefergedeckte Kirchturm besitzt eine Welsche Haube mit Laterne als Dachreiter im östlichen Bereich des Daches vom Kirchenschiff.
Das innen im Stil des Rokoko ausgestaltete Gotteshaus ist mit vierseitigen zweigeschossigen Emporen ausgestattet. Der Taufstein steht an der Ostseite. Altartisch und Kanzel sind gemeinsam im Raum angeordnet.

## Orgel
Gegenüber auf der Empore steht die seit langem nicht mehr spielbare Orgel. Der spätbarocke, neunachsige und reich gestaltete Prospekt in weißer Fassung mit Vergoldungen ist erhalten. Er stammt von der Vorgängerorgel von Johann Stephan Schmaltz aus dem 1777. 1842/1843 erfolgte eine Reparatur. Im Jahr 1860 baute Wilhelm Brenner ein neues Werk in das alte Gehäuse mit 17 Registern auf zwei Manualen und Pedal. 1896 wurde eine Reparatur durchgeführt.
Unter anderem wegen einsinkender Pfeifenfüße wurde das Instrument mit Renovierung der Kirche stillgelegt, das Pfeifenwerk ist seitdem bei einem Orgelbauer eingelagert. Die Prospektpfeifen sind nun als Attrappe lediglich aufgemalt.